# Ljusne församling
Ljusne församling är en församling i Hälsinglands södra kontrakt i Uppsala stift. Församlingen ingår i Söderala pastorat och ligger i Söderhamns kommun i Gävleborgs län.

## Administrativ historik
Församlingen bildades 1828 som en utbrytning ur Söderala församling med namnet Maråkers församling som bruksförsamling. Den 1 januari 1896 (enligt beslut den 8 juni 1894) ombildades bruksförsamlingen till Ljusne kapellförsamling inom Söderala församling, omfattande Ljusne och Ala sågverk, Ljusne och Maråkers bruk, byarna Ljusne, Hå, Mar och Kultebo, hemmanen Järfsböle, Sunneberg, Äsbo och Ellne nummer 7 samt lägenheterna Dymmesbo, Nybo, Storberget och Långmyran. Den nya kapellförsamlingen hade separata kyrkoböcker från Söderala församling. Enligt löneregleringsresolutionen den 13 oktober 1916, vilket trädde i kraft 1 maj 1917, fastställdes Ljusnes status som en särskild kapellförsamling. Enligt samma löneregleringsresolution var komministern i Ljusne ansvarig för kyrkobokföringen i Ljusne kapellförsamling. Mellan 1930 och 1940 övergick Ljusne kapellförsamling till en annexförsamling. 1 januari 1941 ingick Ljusne församling i en kyrklig samfällighet tillsammans med församlingarna Söderala och Bergvik.

### Pastorat
- 1828 till 1 januari 1896: Bruksförsamling i pastoratet Söderala och Maråker.[9]
- 1 januari 1896 till 1 januari 1914: Kapellförsamling i pastoratet Söderala och Ljusne.[9]
- 1 januari 1914 till 1 maj 1917: Kapellförsamling i pastoratet Söderala, Ljusne och Bergvik.[9]
- 1 maj 1917 till senast 1940: Kapellförsamling i pastoratet Söderala, Ljusne och Bergvik.[9]
- Senast 1940 till 1 januari 1962: Annexförsamling i pastoratet Söderala, Ljusne och Bergvik.[9]
- 1 januari 1962 till 1 januari 2006: Annexförsamling i pastoratet Söderala, Ljusne, Bergvik och Mo församling.[9]
- Sedan 1 januari 2006: Annexförsamling i pastoratet Söderala, Ljusne och Mo-Bergvik.

## Kyrkor
- Ljusne kyrka

## Geografi
Ljusne församling ligger i sydöstra Hälsingland längs Bottenhavskusten kring Ljusnans mynning. Den tillhör Söderhamns kommun. Största ort, tillika kyrkort är Ljusne. Söder om Ljusnefjärdens mynning ligger Vallvik.
Området består av småkuperad, sjörik bygd, som är delvis tättbebyggd. Församlingen genomkorsas av europaväg 4 samt Ostkustbanan.
Församlingens del av Ljusnans lopp sträcker sig från den skarpa udden mellan byarna Åsbro och Höljebro och ner till Ljusnefjärden av Bottenhavet. Här stupar terrängen tämligen brant. På en sträcka av cirka 8 kilometer faller Ljusnan 37 meter, från sjön Marmen (37,4 m ö.h.) ner till Ljusnefjärden.

### Geografisk avgränsning
Längst västerut i församlingen, nära gränsen till Söderala socken i väster, ligger Svarttjärnsberget. Här ligger Järvsjön (42 m ö.h.), vid vars södra strand bruket Gullgruva ligger.
Församlingen avgränsas i sydväst och söder av Skogs församling och når fram till nordöstra hörnet av sjön Norrbränningen (43,5 m ö.h.). Norrbränningens rastplats vid europaväg 4 ligger inom församlingen. Från denna sjö går församlingsgränsen mot sydost över Uvberget (84 m ö.h.) och korsar Ostkustbanan cirka en kilometer norr om Sunnäs i Skogs församling. Församlingsgränsen faller ut i Sunnäsfjärden. Öarna rakt utanför kusten, till exempel Storjungfrun tillhör dock inte Ljusne församling utan hör till Söderhamns församling.
I norr gränsar församlingen till Sandarne och Söderala församlingar. Gränsen mellan Ljusne och Sandarne församlingar går från havet över Furuskär via gårdarna Skallgårdssund (i Ljusne) upp till Storsjön i norr där den viker tvärt mot väster. Gränsen över land är cirka 3 kilometer lång. I övrigt avgränsas församlingen i norr av Söderala församling på en sträcka av cirka 15 kilometer mellan Gammelsågen och sjön Marmen. Vid Marmens sydöstra ände ligger byn Hå.

## Historik
Inom Ljusne församling finns bland annat flera kuströsen. På bronsålderns kustnivå finns två stora långrösen vid Ljusne.
År 1930 hade Ljusne kapellförsamling 5 575 invånare på en yta av 112,49 km². 

## Ortnamnet
År 1540 skrevs i Lussne, vilket har ursprung i ånamnet Ljusnan.

## Befolkningsutveckling
| Befolkningsutvecklingen i Ljusne församling 1900–1990         | Befolkningsutvecklingen i Ljusne församling 1900–1990 | Befolkningsutvecklingen i Ljusne församling 1900–1990 | Befolkningsutvecklingen i Ljusne församling 1900–1990 | Befolkningsutvecklingen i Ljusne församling 1900–1990 |
| ------------------------------------------------------------- | ----------------------------------------------------- | ----------------------------------------------------- | ----------------------------------------------------- | ----------------------------------------------------- |
|                                                               |                                                       |                                                       |                                                       |                                                       |
| År                                                            |                                                       |                                                       | Folkmängd                                             |                                                       |
| 1900                                                          | 1900                                                  |                                                       | 4 332                                                 |                                                       |
| 1910                                                          | 1910                                                  |                                                       | 4 359                                                 |                                                       |
| 1920                                                          | 1920                                                  |                                                       | 5 130                                                 |                                                       |
| 1930                                                          | 1930                                                  |                                                       | 5 604                                                 |                                                       |
| 1940                                                          | 1940                                                  |                                                       | 5 371                                                 |                                                       |
| 1950                                                          | 1950                                                  |                                                       | 4 969                                                 |                                                       |
| 1960                                                          | 1960                                                  |                                                       | 5 077                                                 |                                                       |
| 1970                                                          | 1970                                                  |                                                       | 4 740                                                 |                                                       |
| 1980                                                          | 1980                                                  |                                                       | 4 278                                                 |                                                       |
| 1990                                                          | 1990                                                  |                                                       | 3 691                                                 |                                                       |
| Anm: Källor: Demografiska databasen, CEDAR, Umeå universitet. |                                                       |                                                       |                                                       |                                                       |